# Nahr Beyrouth
Nahr Beyrouth är ett vattendrag i Libanon. Det ligger i den centrala delen av landet.
Runt Nahr Beyrouth är det i huvudsak tätbebyggt. Runt Nahr Beyrouth är det mycket tätbefolkat, med 2 028 invånare per kvadratkilometer.